# Zmijski Indijanci
Zmijski Indijanci (izv. Snake Indians), naziv kojim su razni autori označavali pojedine šošonske skupine u dolini rijeke Snake, pritoci Columbije, u istočnom Oregonu i južnom Idahu, a osobito se odnosi na plemena Walpapi i Yahuskin.
Ponekad se ovim nazivom označavaju svi Indijanci koji govore šošonski.